# Cyathura francispori
Cyathura francispori är en kräftdjursart som beskrevs av Negoescu 1981. Cyathura francispori ingår i släktet Cyathura och familjen Anthuridae. Inga underarter finns listade i Catalogue of Life.